# Veronika (singel)
Veronika – singel słoweńskiej piosenkarki Raiven wydany 20 stycznia 2024 roku. Piosenka reprezentowała Słowenię w 68. Konkursie Piosenki Eurowizji (2024).

## Lista utworów
| Digital download / media strumieniowe | Digital download / media strumieniowe | Digital download / media strumieniowe |
| Nr                                    | Tytuł utworu                          | Długość                               |
| ------------------------------------- | ------------------------------------- | ------------------------------------- |
| 1.                                    | „Veronika”                            | 2:46                                  |

## Tło i kompozycja
Według Raiven inspiracją do stworzenia piosenki jest Weronika Desinićka, hrabina Celje i pierwsza kobieta oskarżona o czary w Słowenii. Według legendy, została zabita na polecenie swojego teścia, który sprzeciwiał się jej małżeństwu z jego synem z powodu jej niższego statusu społecznego. Ruxandra Tudor z Wiwibloggs w swojej analizie określiła utwór jako „mroczną alternatywną piosenkę pop”, a postać Weroniki jako „kobietę władzy oraz magiczną postać”. Dodała, że; „piosenka ma mistyczny urok” i „jej moc wzrasta w miarę rozwoju kompozycji, ukazując imponujące zdolności wokalne Raiven”.

## Konkurs Piosenki Eurowizji
14 września 2023 roku, słoweński nadawca Radiotelevizija Slovenija (RTV SLO) potwierdził udział w Konkursie Piosenki Eurowizji 2024. Początkowo planowano przeprowadzenie finału krajowego, ale ostatecznie zdecydowano się na wybór wewnętrzny.
Reprezentanta Słowenii wyłoniono za pomocą dwóch paneli: słoweński panel wyselekcjonował pięciu finalistów, a międzynarodowy panel dokonał wyboru końcowej piosenki z tej grupy. 12 grudnia 2023 roku ogłoszono, że Raiven została wybrana na reprezentantkę. 20 stycznia 2024 opublikowano teledysk wraz z utworem na kanale Eurovision Song Contest.
Raiven przed wyjazdem do Malmö uczestniczyła w imprezach promocyjnych m.in. w Madrycie czy Londynie . 7 maja zaprezentowała się w pierwszym półfinale jako dziewiąta w kolejności, i z dziewiątego miejsca weszła do finału zorganizowanego 11 maja. Wystąpiła w finale jako 22. w kolejności i ostatecznie zajęła 23. miejsce z dorobkiem 27 punktów.